# ローガン・エバンス
ローガン・マイケル・エバンス（Logan Michael Evans, 2001年6月5日 - ）は、アメリカ合衆国ミシガン州アナーバー出身のプロ野球選手（投手）。右投右打。MLBのシアトル・マリナーズ所属。

## 経歴

### プロ入りとマリナーズ時代
2023年のMLBドラフト12巡目（全体367位）でシアトル・マリナーズから指名されプロ入り。傘下のルーキー級アリゾナ・コンプレックスリーグ・マリナーズでプロデビューした。
2024年はAA級アーカンソー・トラベラーズでプレーした。
2025年はAAA級タコマ・レイニアーズで開幕を迎え、5試合に先発し防御率3.86、23奪三振を記録した。4月27日、メジャーリーグに初昇格した。

## 詳細情報

### 背番号
- 73（2025年 - ）